# Мадыбаев, Ашкен
Ашкен Мадыбаев (каз. Әшкен Мәдібаев; 1907, с. Бирлик, Петропавловский уезд, Акмолинская область, Российская империя — 1977, Красноармейский район, Кокчетавская область, Казахская ССР, СССР) — комбайнёр зернового совхоза имени Кирова Министерства совхозов СССР, Советский район Северо-Казахстанской области, Казахская ССР. Герой Социалистического Труда (1951).

## Биография
Родился в 1907 году в крестьянской семье в селе Бирлик (сегодня — упразднённый населённый пункт) Петропавловского уезда Акмолинской области. С двенадцатилетнего возраста занимался батрачеством. С 1922 года — рабочий на строительстве железнодорожной линии Петропавловск — Кокчетав. С 1927 года трудился в колхозе, с 1929 года — в совхозе имени Кирова Бейнеткорского района. После окончания курсов механизации работал трактористом-комбайнёром, бригадиром комбайнёров в этом же совхозе. Член КПСС.
В 1950 году за 35 рабочих дней сцепкой из двух комбайнов «Сталинец-6» намолотил 7149 центнеров зерновых с закреплённого за ним посевного участка. Указом Президиума Верховного Совета СССР от 22 августа 1951 года «за достижение в 1950 году высоких показателей на уборке и обмолоте зерновых культур» удостоен звания Героя Социалистического Труда с вручением ордена Ленина и золотой медали Серп и Молот.
Проработал бригадиром комбайнёров в совхозе имени Кирова около тридцати лет.
В 1965 году вышел на пенсию. Проживал в Красноармейском районе.
Скончался в 1977 году.
Награды
- Герой Социалистического Труда
- Орден Ленина
- Орден «Знак Почёта» (11.01.1957)
- Медаль «За доблестный труд в Великой Отечественной войне 1941—1945 гг.»
- Медаль «За освоение целинных земель»